# Janów (Silezië)
Janów is een dorp in het Poolse woiwodschap Silezië, in het district Częstochowski. De plaats maakt deel uit van de gemeente Janów en telt 880 inwoners.